# Melhania stipulosa
Melhania stipulosa är en malvaväxtart som beskrevs av John Richard Ironside Wood. Melhania stipulosa ingår i släktet Melhania och familjen malvaväxter. Inga underarter finns listade i Catalogue of Life.